# Glottertal
Glottertal är en kommun i Landkreis Breisgau-Hochschwarzwald i regionen Südlicher Oberrhein i Regierungsbezirk Freiburg i förbundslandet Baden-Württemberg i Tyskland. 
Kommunen bildades 1 januari 1970 genom en sammanslagning av kommunerna Föhrental, Oberglottertal, Ohrensbach och Unterglottertal.
Kommunen ingår i kommunalförbundet St. Peter tillsammans med  kommunerna St. Märgen och St. Peter.